# فورتزا هورایزن
فورزا هورایزن (به انگلیسی: Forza Horizon) یک بازی ویدئویی مسابقه‌ای جهان باز است که توسط پلی‌گراند گیمز با همکاری ترن ۱۰ استودیوز توسعه یافته و به‌وسیلهٔ استودیو مایکروسافت در اکتبر ۲۰۱۲ برای کنسول بازی ایکس‌باکس ۳۶۰ عرضه شده است. این بازی پنجمین نسخه از مجموعه فورزا به‌شمار می‌رود و در زمان عرضه یک مشتق برای فورزا موتوراسپورت به حساب می‌آمد. چهار دنباله فورزا هورایزن ۲ در سال ۲۰۱۴، فورزا هورایزن ۳ در سال ۲۰۱۶، فورزا هورایزن ۴ در سال ۲۰۱۸ و فورزا هورایزن ۵ در سال ۲۰۲۱ برای این بازی عرضه شده‌اند.
این بازی شامل رویداد مسابقه خیابانی با نام هورایزن است که در کلرادو رخ می‌دهد. گیم‌پلی این بازی در بخش‌های مختلفی مثل تعدد خودروها، فیزیک واقع‌گرایانه و گرافیک باکیفیت مشابه فورتزا موتوراسپورت می‌باشد.
سری بازی‌های فورزا با داشتن سبک‌ها نو و گرافیک و گیم پلی چالش‌برانگیز و جذاب علاقه‌مندان فراوانی به خود جذب کرده است. این سری بازی‌ها معمولاً هر ۲ سال یک بار روانه بازار می‌شوند و این نسخه یک اسپین‌آف برای سری بازی‌ها فورزا است. در این نسخه بازی از روال‌های نسخه‌های قبلی خود فاصله گرفته و در مرزها جدیدی خوش درخشیده است.

## گیم پلی
در نسخه‌های قبلی بازی مانند یک تجربهٔ رانندگی واقعی بود اما در این نسخه بازی سبک آرکید را پشتیبانی می‌کند. در این نسخه کنترل اتومبیل‌ها بسیار بسیار نرم است و تا حدی از واقعیت دور است زیرا با ماشین‌ها قدیمی نیز به راحتی می‌توانید نرمی را بچشید! تنوع اتومبیل‌ها زیاد است و پرتعداد ظاهر شده‌اند. در این نسخه سازندگان قسمت‌های جدیدی به بازی اضافه کرده‌اند. برای مثال شما می‌توانید تصاویر خود را به اشتراک بگذارید، یعنی مثلاً از اتومبیل خود مانند تبلیغ‌های ماشین‌ها عکس گرفته و پس از ادیت کردن آن (گزینه‌های ویرایش بسیار کار آمد هستند و کاملاً خوب عمل می‌کنند) آن را به اشتراک بگذارید. نکتهٔ جالبی که در این نسخه وجود دارد این است که می‌توان اتومبیل‌ها را اسپورت کرد، بازیکن می‌تواند به‌طور دلخواه خودرو را به یک رنگ و قسمت دیگر را به رنگی دیگر و… یا می‌توان بر روی اتومبیل برچسب زد و حتی می‌توان تصاویری از فلش ایمپورت کرد. مثلاً می‌توانید چهرهٔ خود را بر روی اتومبیل بچسبانید! قسمت جالب دیگری که بسیار کاربری است این است که می‌توانید برای خود لوگو طراحی کنید و در این طراحی بازی مانند برنامهٔ فتوشاپ عمل می‌کند (البته تاحدی) شما می‌توانید اتومبیل خود را قوی کنید، به آن پره اضافه کنید، موتور و… به‌طور کل دست شما برای ادیت بر روی اتومبیلتان کاملاً باز است.
این نسخه از روال جهان باز بودن پشتیبانی می‌کند. شما برای انتخاب مسابقه به مپ خود رفته و در آن جا تصویری از بالای کورولادو است (تصویر واقعی بوده و با ماهوارده‌ها گرفته شده است!) مسابقه ای را انتخاب می‌کنید و سپس به مسابقه خود می‌پردازید. هوش مصنوعی اتومبیل‌های رقیب یا اتومبیل‌هایی که در جاده حضور دارند بسیار خوب کار شده است. یکی از نکاتی که اندکی اززیبایی بازی می‌کاهد کپی کردن از سبک بازی Shift است. برای مثال در این نسخه هنگام پیچ‌ها فلش‌هایی وحود دارد که برای اولین بار در سری بازی‌ها شیفت استافده شده‌اند یا سبک مسابقات! در شیفت نیز مربع‌هایی بود که با دیدن آن‌ها و انتخاب کردن آن‌ها به مسابقه می‌رفتید و در این نسخه نیز همین گونه است. در طول بازی شاهد کپی‌های زیادی از بازی‌های دیگر هستیم! شرایط‌های جوی در طول بازی بسیار بر روی رانندگی اثر دارد.
واحد پول بازی cr است که با بردن مسابقه به دست می‌آید. تله‌های سرعت نیز در بازی وجود دارند. با ورود به این قسمت‌ها باید تا نقطه ای که مشخص می‌شود، با سرعت برانید. پس از عبور از این نقطه، متوسط سرعت شما به نمایش درمی آید. هر چقدر که بتوانید سرعت خود را در این قسمت‌ها بالا ببرید، اعتبار بیشتری بدست می‌آورید. در طول بازی قسمت Drift نیز حضور یافته است. دوربین بازی به ۲ صورت است:
1. صورتی که از بیرون از اتومبیل نمایش داده می‌شود
2. صورتی که از چشمان راننده نمایش داده می‌شود (در این نوع دوربین می‌توانید ببینید که بازی قدر به واقعیت نزدیک است! شخصیت اصلی بازی یک ساعت سبز نیز دارد!)

اگر دوربین را به حالت دید راننده تنظیم کنید می‌توانید ببینید که در آینه چه اتفاقاتی می‌افتد و این اتفاقات بسیار واقع گرایانه هستند مانند بزرگ نمایی و کوچک نمایی! در اتومبیل‌های مختلف شدت بزرگ نمایی و کوچک نمایی فرق دارد!)

## داستان
اصولاً بازی‌های اتومبیل رانی داستانی ندارند و فورزا نیز از این قاعده جدا نیست ولی برای اینکه بازی کسالت آور نشود به بازی چاشنی داستان اضافه کرده‌اند. داستان بازی این است که شما یک راننده اید و در یک فستیوال شرکت می‌کنید. نام این فستیوال افق است، و شما برای مسابقه با دیگران در آن شرکت می‌کنید تا با برنده شدن در آن پول خوبی درآورید! داستان بازی در کلورادو اتفاق می‌افتد. با اینکه بازی داستان گیرایی ندارد ولی باعث کسالت آور شدن بازی نمی‌شود.

## گرافیک
گرافیک سری بازی‌ها فورزا همیشه زبان زد بوده و به دلیل توجه بسیار زیاد به جزئیات باعث زیبایی بیش از حد بازی می‌شود. طراحی محیط‌های کلورادو بسیار عالی انجام شده است. طراحی محیط‌های اطراف مانند کوه‌ها، درختان، گیاهان، جانوران و… بسیار خوب صورت گرفته و واقعاً جای تأمل دارند. طراحی آسفالت جاده نیز بسیار زیبا و واقعی بوده و هم چنین جانوارنی که در اطراف محیط حضور دارند دارای افکت‌های خاصی هستند که باعث واقع گرایانه تر شدن بازی می‌شود. در این نسخه نیز از تکنیک Image Based Lighting (این تکنیک برای اولین بار در Forza 4 ابداء شد) باعث خلق محیط‌های بسیار زیبا و واقعی شود. طراحی فیزیک محیط بازی نیز خوب است ولی در حد عالی نیست. تخریب پذیری محیط نیز بسیار خوب کار شده است ولی تخریب پذیری اتومبیل‌ها جای کار بیش تری دارند برای مثال اگر شما با سرعت ۱۶۰ به اتومبیل دیگری برخورد کنید اتفاق خاصی جز خراش برداشتن و جدا شدن قسمت‌هایی بسیار کوچک مانند آینه یا قسمتی از سپر نمی‌افتد! در حالی که در واقعیت باعث
در این نسخه تکنیک‌های بسیار جالبی به کار برده شده است برای مثال استفاده از تکنیک چند ضلعی‌ها باعث شده است تا اتومبیل‌ها به واقعیت نزدیک شوند! (البته با اینکه این تکنیک باعث جذابیت و واقعی شدن بسیار زیادی شده است ولی این تکنیک در قسمت چراغ اتومبیل‌ها زیاد موفق عمل نکرده و لبه دار بودن چراغ اتومبیل‌ها باعث ناامیدی می‌شود) برای اولین بار در سری بازی‌های فورزا شاهد چرخهٔ روز هستیم و گاهی اوقات در طول مسابقه به راحتی چرخهٔ روز را می‌توانید مشاهده کنید! (غروب خورشید در بازی بسیار عالی کار شده است و بسیار واقع گرایانه است!) تنوع اتومبیل‌ها در این نسخه بسیار زیاد است البته تنوع بیشتر در اتومبیل‌هایی است که شما امکان رانندگی با آن را دارید ولی تنوع اتومبیل‌هایی که در جاده هستند بسیار کم است. نور پردازی بازی بسیار فوق‌العاده کار شده است و اگر در شب چراغ‌ها ماشین را روشن کنید مانند این است که در واقعیت در حال رانندگی هستید! سایه زنی نیز بسیار خوب کار شده است و همچنین سایه‌هایی که از محیط اطراف بر روی بدنهٔ ماشین ما افتند نیز بسیار عالی کار شده‌اند! طراحی شخصیت‌های پیرامون بازی نیز بسیار خوب است و آن‌ها دارای افک‌هایی نیز هستند. در این نسخه به دلیل ترافیک جاده فریم بازی از ۶۰ به ۳۰ کاهش یدا کرده است ولی با توجه بسیار زیاد می‌شود متوجه این موضوع شد. اگر در هنگام مسابقه در مسیر خاکی ترمز کنید جای لاستیک‌ها به خوبی بر روی زمین باقی می‌ماند ولی اگر پس از مدتی برگردید آن‌ها از بین رفته‌اند!

## بازتاب‌ها
| گردآورنده | امتیاز |
| --------- | ------ |
| متاکریتیک | ۸۵/۱۰۰ |

| ناشر                    | امتیاز |
| ----------------------- | ------ |
| دستراکتید               | ۹/۱۰   |
| اج                      | ۸/۱۰   |
| الکترونیک گیمینگ مانثلی | ۸.۵/۱۰ |
| یوروگیمر                | ۹/۱۰   |
| گیم اینفورمر            | ۸.۵/۱۰ |
| گیم رولیشن              | [ ۹ ]  |
| گیم‌اسپات                | ۸.۵/۱۰ |
| گیم‌تریلرز               | ۹/۱۰   |
| گیم‌زون                  | ۹.۵/۱۰ |
| جاینت بامب              | [ ۱۳ ] |
| آی‌جی‌ان                  | ۹/۱۰   |
| جویستیک                 | [ ۱۵ ] |
| اواکس‌ام (ایالات متحده)  | ۹/۱۰   |
| پولیگان                 | ۶/۱۰   |
| The Daily Telegraph     | [ ۱۸ ] |
| Digital Spy             | [ ۱۹ ] |